# Malacoptila panamensis
Malacoptila panamensis là một loài chim trong họ Bucconidae.